# Southern Leyte
Southern Leyte is een provincie van de Filipijnen op het zuidelijke deel van het eiland Leyte. De provincie maakt deel uit van regio VIII (Eastern Visayas). De hoofdstad van de provincie is Maasin. Bij de census van 2015 telde de provincie bijna 422 duizend inwoners.

## Geschiedenis
Van oorsprong behoorde de provincie Southern Leyte tot de provincie Leyte. Omdat in de praktijk het besturen van het zuidelijke deel van de provincie vanuit de hoofdstad Tacloban moeilijk bleek, werd in 1960 de provincie opgesplitst in twee verschillende provincies.
Op 17 februari 2006 kwam de provincie overal ter wereld in het nieuws als gevolg van aardverschuivingen die het dorpje Guinsaugon in de gemeente Saint Bernard onder de modder bedolven. Hierbij zijn vele honderden doden gevallen. De vermoedelijke oorzaak van deze ramp is de combinatie van aanhoudende regen in het gebied en de illegale houtkap waardoor de berghellingen kwetsbaar zijn geworden.

## Mensen en cultuur

### Talen
De meest gesproken taal in de provincie is Cebuano. Daarnaast spreken veel mensen ook Engels en Tagalog.

### Religie
Bij het grote bevolkingsonderzoek in 2000 was ruim 87 procent van de inwoners rooms-katholiek en zo'n 4,5 procent lid van de Philippine Independent Church. Het resterende deel is verdeeld over vele andere geloofsbelijdenissen.

## Geografie

### Topografie en landschap
De provincie Southern Leyte ligt op het zuidelijke deel van het eiland Leyte en wordt begrensd door de provincie Leyte in het noorden, de Straat van Surigao in het oosten, de Boholzee in het zuiden en het Canigao-kanaal in het westen.
Het gebied is relatief vlak aan de kust en meer bergachtig in het binnenland. De hoogste berg van de provincie is Mount Nacolod in Hinunangan met een hoogte van 948 meter.

### Bestuurlijke indeling
Southern Leyte bestaat uit 1 stad en 18 gemeenten.

#### Stad
- Maasin

#### Gemeenten
| - Anahawan - Bontoc - Hinunangan - Hinundayan - Libagon - Liloan - Limasawa - Macrohon - Malitbog | - Padre Burgos - Pintuyan - Saint Bernard - San Francisco - San Juan - San Ricardo - Silago - Sogod - Tomas Oppus |

Deze stad en gemeenten zijn weer verder onderverdeeld in 500 barangays.

## Demografie
Southern Leyte had bij de census van 2015 een inwoneraantal van 421.750 mensen. Dit waren 22.613 mensen (5,7%) meer dan bij de vorige census van 2010. Ten opzichte van de census van 2000 was het aantal inwoners gegroeid met 61.590 mensen (17,1%). De gemiddelde jaarlijkse groei in die periode kwam daarmee uit op 1,06%, hetgeen lager was dan het landelijk jaarlijks gemiddelde over deze periode (1,72%).

De bevolkingsdichtheid van Southern Leyte was ten tijde van de laatste census, met 421.750 inwoners op 1798,61 km², 234,5 mensen per km².

## Economie
Net als in vele provincies van de Filipijnen is de landbouw een belangrijke sector van de lokale economie. Veel geproduceerde producten zijn: abaca, banaan, kopra, graan, snijbloemen, vruchten, en groenten, vis, balut (een eendenei met half ontwikkelde dooier), en varkens en kippenvlees. Daarnaast komt uit deze provincie ook veel keramiek en ander handwerk gemaakt van abaca, kokosnoot en bamboe.
Southern Leyte is een relatief arme provincie. Uit cijfers van het National Statistical Coordination Board (NSCB) uit het jaar 2003 blijkt dat 41,2% (10.668 mensen) onder de armoedegrens leefde. In het jaar 2000 was dit 35,1%. Daarmee staat Southern Leyte 37e op de lijst van provincies met de meeste mensen onder de armoedegrens. Van alle 79 provincies staat Southern Leyte echter 52e op de lijst van provincies met de ergste armoede..